# 겸천서원
겸천서원(謙川書院)은 대한민국 전라남도 순천시에 위치한 조선 시대의 서원이다. 1706년에 창건되었으며, 조유(趙瑜), 조사문(趙斯文), 조숭문(趙崇文), 조철산(趙哲山), 김종서(金宗瑞), 박중림(朴仲林), 박팽년(朴彭年)을 제향하고 있다.